# استان آلمریا
آلمریا استانی در جنوب کشور اسپانیا است.

## جغرافیا
این استان با استان‌های گرانادا، مورسیا و دریای مدیترانه هم‌مرز است.
مرکز آن آلمریا است.

## مساحت و جمعیت
مساحت آن ۸۷۶۹ کیلومتر مربع است.
در این استان ۵۴۶۵۰۰ نفر زندگی می‌کنند (چگالی ۶۲ نفر در هر کیلومتر مربع).
دارای ۱۰۱ دهستان است.
آلمریا جریی از بخش خودمختار اندلس در جنوب اسپانیا است.
تنها کویر اروپا در این استان قرار دارد.

## درازترین سالاد
در ۲۹ سپتامبر ۲۰۰۷، پولپی، در آلمریا (استان)، بزرگترین سالاد جهان با ۶۷۰۰ کیلوگرم کاهو، گوجه فرنگی، پیاز، فلفل، و زیتون به وسیله ۲۰ آشپز در بیش از سه ساعت ساخته شد.
یک داور از سازمان گینس برای ثبت رکورد در آنجا حاضر بود. سالاد در ظرفی با ۱۸ متر درازا و ۴٫۸ متر پهنا آماده شد.